# Menlo Park (New Jersey)
Menlo Park è una comunità non incorporata situata all'interno della Edison Township nella contea di Middlesex, New Jersey, Stati Uniti d'America.
Nel 1876, Thomas Edison fondò la sua casa e il laboratorio di ricerca a Menlo Park, che all'epoca era il sito di uno sventurato sviluppo immobiliare intitolato alla città di Menlo Park, in California. Mentre era lì, si guadagnò il soprannome di "il mago di Menlo Park". Il laboratorio di Menlo Park è stato significativo in quanto è stato uno dei primi laboratori a perseguire applicazioni di ricerca pratiche e commerciali. Fu nel suo laboratorio di Menlo Park che Thomas Edison inventò il fonografo e la lampada a incandescenza. Christie Street a Menlo Park è stata una delle prime strade al mondo ad utilizzare le luci elettriche per l'illuminazione.  Edison lasciò Menlo Park e trasferì la sua casa e il suo laboratorio a West Orange, sempre nel New Jersey, nel 1887. Dopo la sua morte, il Thomas Alva Edison Memorial Tower and Museum è stato costruito vicino al suo vecchio laboratorio di Menlo Park e gli fu dedicato nel 1938. Il vecchio laboratorio e il memoriale di Edison ora costituiscono l'Edison State Park. Il nome del comune in cui si trova Menlo Park, chiamato "Raritan Township" mentre era vivo, fu ufficialmente cambiato in Edison Township il 10 novembre 1954, in onore dell'inventore.